# Награда Сатурн за најбољег редитеља
Награду Сатурн за најбољег редитеља највише (6) пута је освајао Џејмс Камерон, док је Стивен Спилберг са 14 номинација најуспешнији по броју номинација. Поред њих, награду су више од једног пута освајали и Питер Џексон (3 пута), Брајан Сингер (2 пута) и Ридли Скот (2 пута).
Следи списак награђених режисера:
| Год.     | Режисер                    | Назив филма                                                       |
| -------- | -------------------------- | ----------------------------------------------------------------- |
| 1974/75. | Мел Брукс                  | Млади Франкенштајн                                                |
| 1976.    | Ден Кертис                 | Жртве паљенице                                                    |
| 1977.    | Џорџ Лукас Стивен Спилберг | Звездани ратови — епизода IV: Нова нада Блиски сусрет треће врсте |
| 1978.    | Филип Кофман               | Инвазија трећих бића                                              |
| 1979.    | Ридли Скот                 | Осми путник                                                       |
| 1980.    | Ирвин Кершнер              | Звездани ратови — епизода V: Империја узвраћа ударац              |
| 1981.    | Стивен Спилберг            | Индијана Џоунс и отимачи изгубљеног ковчега                       |
| 1982.    | Николас Мајер              | Звездане стазе II: Канов гнев                                     |
| 1983.    | Џон Бадам                  | Ратне игре                                                        |
| 1984.    | Џо Данте                   | Гремлини                                                          |
| 1985.    | Рон Хауард                 | Чаура                                                             |
| 1986.    | Џејмс Камерон              | Осми путник 2                                                     |
| 1987.    | Пол Верховен               | Робокап                                                           |
| 1988.    | Роберт Земекис             | Ко је сместио Зеки Роџеру                                         |
| 1989/90. | Џејмс Камерон              | Амбис                                                             |
| 1991.    | Џејмс Камерон              | Терминатор 2: Судњи дан                                           |
| 1992.    | Френсис Форд Копола        | Брам Стокеров Дракула                                             |
| 1993.    | Стивен Спилберг            | Парк из доба јуре                                                 |
| 1994.    | Џејмс Камерон              | Истините лажи                                                     |
| 1995.    | Кетрин Бигелоу             | Чудни дани                                                        |
| 1996.    | Роланд Емерих              | Дан независности                                                  |
| 1997.    | Џон Ву                     | Украдено лице                                                     |
| 1998.    | Мајкл Беј                  | Армагедон                                                         |
| 1999.    | Сестре Вачауски            | Матрикс                                                           |
| 2000.    | Брајан Сингер              | Икс-људи                                                          |
| 2001.    | Питер Џексон               | Господар прстенова: Дружина прстена                               |
| 2002.    | Стивен Спилберг            | Сувишни извештај                                                  |
| 2003.    | Питер Џексон               | Господар прстенова: Повратак краља                                |
| 2004.    | Сем Рејми                  | Спајдермен 2                                                      |
| 2005.    | Питер Џексон               | Кинг Конг                                                         |
| 2006.    | Брајан Сингер              | Повратак Супермена                                                |
| 2007.    | Зак Снајдер                | 300 — Битка код Термопила                                         |
| 2008.    | Џон Фавро                  | Ајронмен                                                          |
| 2009.    | Џејмс Камерон              | Аватар                                                            |
| 2010.    | Кристофер Нолан            | Почетак                                                           |
| 2011.    | Џеј-Џеј Ејбрамс            | Супер 8                                                           |
| 2012.    | Џос Видон                  | Осветници                                                         |
| 2013.    | Алфонсо Куарон             | Гравитација                                                       |
| 2014.    | Џејмс Ган                  | Чувари галаксије                                                  |
| 2015.    | Ридли Скот                 | Марсовац: Спасилачка мисија                                       |
| 2016.    | Гарет Едвардс              | Одметник-1: Прича Ратова звезда                                   |
| 2017.    | Рајан Куглер               | Црни Пантер                                                       |
| 2018/19. | Џордан Пил                 | Ми                                                                |
| 2019/20. | Џеј-Џеј Ејбрамс            | Звездани ратови — епизода IX: Успон Скајвокера                    |
| 2021/22. | Мет Ривс                   | Бетмен                                                            |
| 2022/23. | Џејмс Камерон              | Аватар: Пут воде                                                  |
| 2023/24. | Дени Вилнев                | Дина: Други део                                                   |